# Lipníky
Lipníky es un municipio del distrito de Prešov en la región de Prešov, Eslovaquia, con una población estimada a final del año 2024 de 587 habitantes.
Se encuentra ubicado en el centro-sur de la región, en el valle del río Torysa (cuenca hidrográfica del río Tisza) y cerca de la frontera con la región de Košice.

## Demografía
| Año        | 1994 | 2004    | 2014    | 2024     |
| ---------- | ---- | ------- | ------- | -------- |
| Población  | 430  | 466     | 473     | 587      |
| Diferencia |      | +8,37 % | +1,50 % | +24,10 % |

| Año        | 2023 | 2024    |
| ---------- | ---- | ------- |
| Población  | 571  | 587     |
| Diferencia |      | +2,80 % |